# Jean-Louis Zanon
Jean-Louis Zanon, né le 30 novembre 1960 à Montauban (Tarn-et-Garonne), est un ancien footballeur français. 

## Biographie
Né à Montauban, Jean-Louis Zanon a d’abord baigné dans le monde du rugby. Et ensuite, il dit qu’il a mal tourné en s’orientant vers le football. Jean-Louis Zanon fait ses débuts avec l'AS Saint-Etienne le 15 mars 1980 à l'occasion d'un match de 16e de finale Coupe de France remporté par les Verts contre le FC Rouen (4-2). 
Il compte une sélection en équipe de France lors du match France-Espagne au Parc des Princes en 1983. 
Membre de l'équipe de France olympique aux Jeux olympiques de 1984, il obtient la médaille d'or. Il devient ensuite entraîneur à Gap et Annonay.
Après avoir Terminé sa carrière comme entraîneur-joueur lors de la saison 1993-1994 en DH, à Gap (Alpes-de-Haute-Provence), Jean-Louis Zanon, titulaire du BE2, souhaite travailler dans le centre de formation de l'AS Saint-Étienne, son club de coeur. Comme l'opportunité ne se présente pas, il se reconverti comme directeur technique dans l'usine textile de moulinage de son Beau-père, à Bourg-Argental, dans la Loire. Au bout de sept ans, divorcé, il revient vivre à Saint-Étienne, où il s'installe comme artisan, en 2004. Auto-entrepreneur, il rénove habitations et bureaux jusqu'à sa retraite en 2023.

## Palmarès

### En club
- Champion de France en 1981 avec l'AS Saint-Étienne
- Vainqueur de la Coupe de France en 1988 avec le FC Metz
- Vice-Champion de France en 1982 avec l'AS Saint-Étienne et en 1987 avec l'Olympique de Marseille
- Finaliste de la Coupe de France en 1982 avec l'AS Saint-Étienne et en 1986 avec l'Olympique de Marseille

### En équipe de France
- Une sélection en 1983
- Champion olympique en 1984 avec l'équipe de France olympique

### Distinctions
- Trophées UNFP 2024 : trophée d'honneur pour l'ensemble du groupe, à l'occasion du 40e anniversaire de la victoire de l'équipe de France olympique aux Jeux olympiques d'été de 1984[3],[4].